# 中山夏菜子
中山 夏菜子（なかやま かなこ、1999年7月25日 - ）は、日本の女子バレーボール選手である。

## 来歴
千葉県千葉市出身。バレーボールワールドカップの影響を受け、小学5年生からバレーボールを始める。
八王子実践高等学校、国士舘大学を経て、2021/22シーズン、V.LEAGUE DIVISION1 WOMEN（V1女子）に所属するKUROBEアクアフェアリーズの内定選手となった。内定選手としてV1女子の試合に出場し、Vリーグデビューを果たした。
2022年、大学卒業後に、KUROBEアクアフェアリーズに入団した。

## 所属チーム
- 八王子実践高等学校（2015-2018年）
- 国士舘大学（2018-2022年）
- KUROBEアクアフェアリーズ/KUROBEアクアフェアリーズ富山（2022年-）